# Lan can

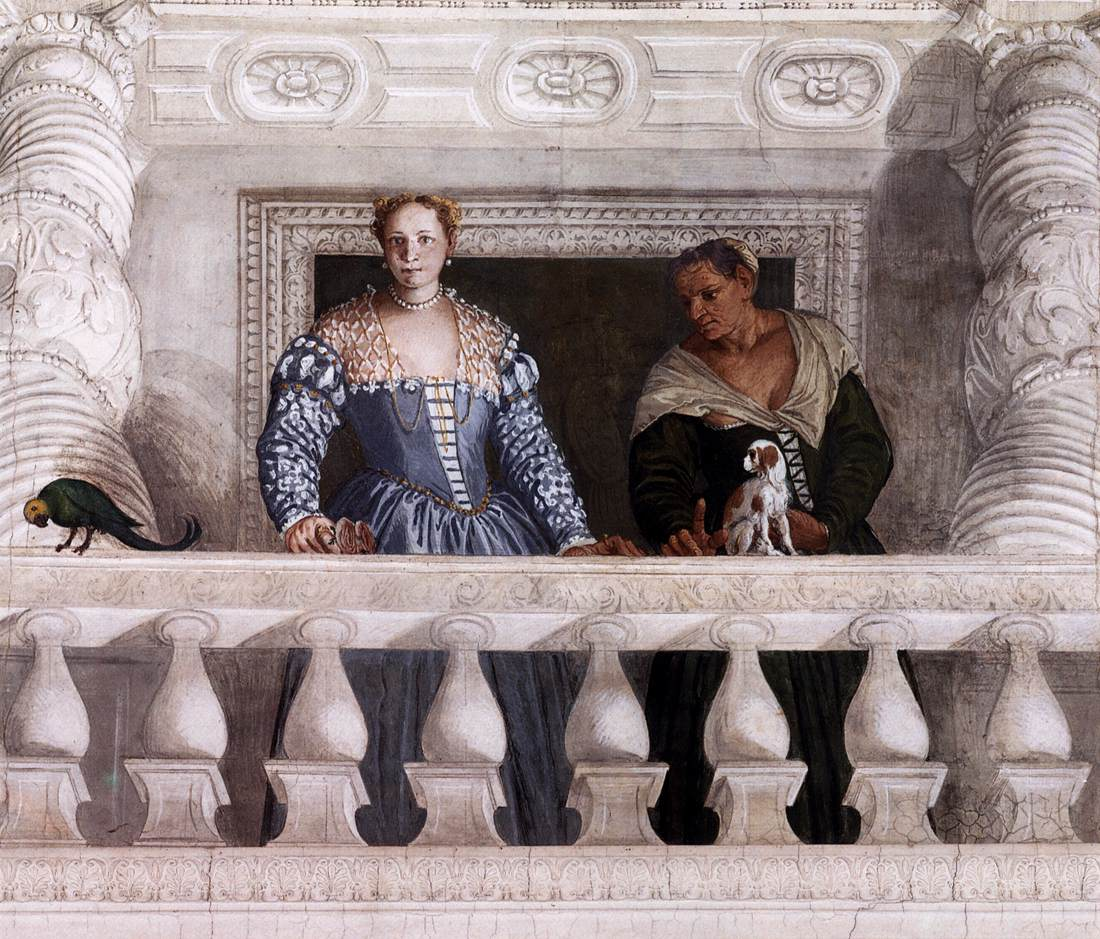
Tranh vẽ hai người phụ nữ sau lan can ở ban công

Lan can hay tay vịn là một công trình kiến trúc-xây dựng tương đối kiên cố, đóng vai trò như là một rào cản ở rìa một bức tường dưới một mái nhà hoặc, sân thượng, ban công, cầu, cầu thang hoặc cấu trúc khác. Trường hợp lan can được xây dựng hay lắp đặt trên mái nhà, nó chỉ đơn giản có thể là một phần của một bức tường bên ngoài liên tục theo của bề mặt mái nhà.
Trong lịch sử, lan can ban đầu được sử dụng để bảo vệ tòa nhà khỏi bị tấn công quân sự, nhưng ngày nay chúng được sử dụng chủ yếu để ngăn chặn sự lây lan của đám cháy, bảo đảm sự an toàn của con người khi đứng ở một độ cao nhất định. Từ Lan can xuất phát từ tiếng Ý: parapetto (trong đó: parare có nghĩa là dài, trang trải và petto có nghĩa là bảo vệ). Lan can được lắp đặt kết hợp với ban công trong một ngôi nhà hoặc tòa nhà.

## Tổng quan

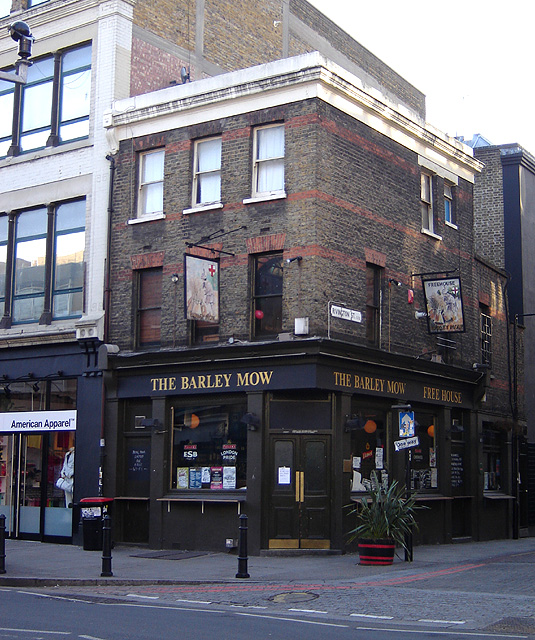
Lan can trên sân thượng ngôi nhà ở công cộng ở Luân Đôn

Lan can xung quanh mái nhà rất phổ biến ở Luân Đôn. Luật Xây dựng năm 1707 đã cấm lắp đặt mái hiên bằng gỗ ở các thành phố Westminster và Luân Đôn để tránh khỏi nguy cơ cháy. Thay vào đó, một lan can gạch 18 inch đã được yêu cầu lắp đặt với mái nhà phía sau.
Lan can còn được lắp đặt trên cầu và đường cao tốc ngăn chặn người rơi xuống từ khu vực nạy. Lan can cầu có thể được làm từ bất cứ vật liệu bất nhưng kết cấu thép, nhôm, gỗ và bê tông cốt thép thông thường được sử dụng. Lan can cầu thang là một phần không thể thiếu trong thiết kế xây dựng. Ngoài tác dụng chính là tạo sự an toàn cho người sử dụng khi lên xuống cầu thang, lan can được thiết kế hài hòa với kiến trúc nội thất, phù hợp với không gian diện tích nhà sẽ tạo vẻ duyên dáng, sang trọng cho ngôi nhà.